# 王樹枏

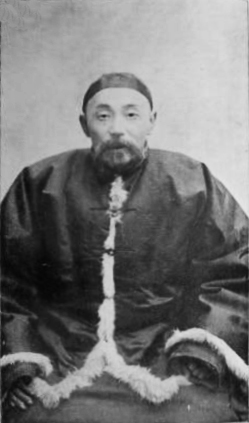
1907年《希腊春秋》书中所载之王樹枏像

王樹枏（1852年1月15日—1936年2月7日），字晉卿，晚號陶廬老人。直隸新城县（今河北省高碑店市）人。時人將其與陳三立以“南陳北王”並稱。

## 生平
王樹枏生于清朝咸丰元年十一月二十五日（1852年1月15日）生。他是光緒十二年（1886年）丙戌科進士，保荐经济特科。他历任户部廣西司主事，四川青神县、铜梁县、彭山縣、資陽縣、富顺县、新津县等县知县，眉州知州，甘肃中卫县知县，平庆泾固化道，巩秦阶道，兰州道，光绪三十二年（1906年）补授甘肃新疆布政使。他历充学部及宪政编查馆一等谘议，礼学馆高等顾问。
中华民国成立后，民国三年（1914年）他任清史馆总纂，撰《清史稿》之咸豐、同治朝大臣傳。他还曾任参政院参政、约法会议议员，获授上大夫加少卿衔。后来他还任国史馆总纂。
1936年2月7日，王樹枏在北平逝世。
友清末進士尚秉和作的《故新疆布政使王公行狀》和《新城王公墓誌銘》、涂鳳書的《新城王晉卿先生墓誌銘》以及《江關後籍》載有其生平。

## 著作
- 费氏古易訂文[2]
- 易主系辞章句[2]
- 尚书商谊[2]
- 尚书古文考补校正[2]
- 孔氏大戴礼记补注[2]
- 夏小正订经[2]
- 夏小正订传[2]
- 中庸郑朱异同说[2]
- 学记笺证[2]
- 尔雅郭注异同考[2]
- 尔雅郭注补[2]
- 建炎前议[2]
- 墨子三家校注补正[2]
- 太元补注[2]
- 太元历考[2]
- 离骚补注[2]
- 金闲闲老人年谱[2]
- 闲闲老人诗集编年目录[2]
- 天元草[2]
- 国朝北学渊源录[2]
- 畿辅方言[2]
- 彼得兴俄记[2]
- 欧洲族类源流略[2]
- 欧洲列国战事本末[2]
- 希腊春秋[2]
- 希腊哲学述[2]
- 新疆禮俗志[2]
- 新疆物候志[2]
- 新疆国界图志[2]
- 新疆山脉图志[2]
- 新疆兵事志[2]
- 新疆道路图志[2]
- 新疆土壤表[2]
- 新疆金石志[2]
- 新疆职官志[2]
- 新疆沿革图志[2]
- 政书[2]
- 陶庐笺牍[2]
- 陶庐文集[2]
- 陶庐外篇[2]
- 文莫室詩集[2]
- 故舊文存
- 冀县志
- 法源寺志
- 德宗遗事（系辛亥革命后王照口述，王树枏笔录，1930年出版）[4]

### 引用
1. 1 2  见《陶庐老人随年录》
2. 1 2 3 4 5 6 7 8 9 10 11 12 13 14 15 16 17 18 19 20 21 22 23 24 25 26 27 28 29 30 31 32 33 34 35 36 37 38 39 40 41 42 43 44  《约法会议纪录》第107页
3. ↑  《汪辟疆说近代诗》，第134页
4. ↑   (PDF).四川人民出版社出版，1988年6月